# Маріон (Арканзас)
Маріон (англ. Marion) — місто (англ. city) в США, адміністративний центр округу Кріттенден штату Арканзас. Населення — 13 752 особи (2020).
За чисельністю населення Маріон посідає друге місце в окрузі після міста Вест-Мемфіс.
У передмісті Маріона розташований великий залізничний контейнерний термінал, який використовують транспортні компанії Union Pacific Railroad та BNSF Railway.

## Географія
Маріон розташований на висоті 69 метрів над рівнем моря за координатами 35°12′8″ пн. ш. 90°12′16″ зх. д. / 35.20222° пн. ш. 90.20444° зх. д. (35.202096, -90.204436).  За даними Бюро перепису населення США в 2010 році місто мало площу 53,09 км², з яких 52,90 км² — суходіл та 0,20 км² — водойми.

## Демографія

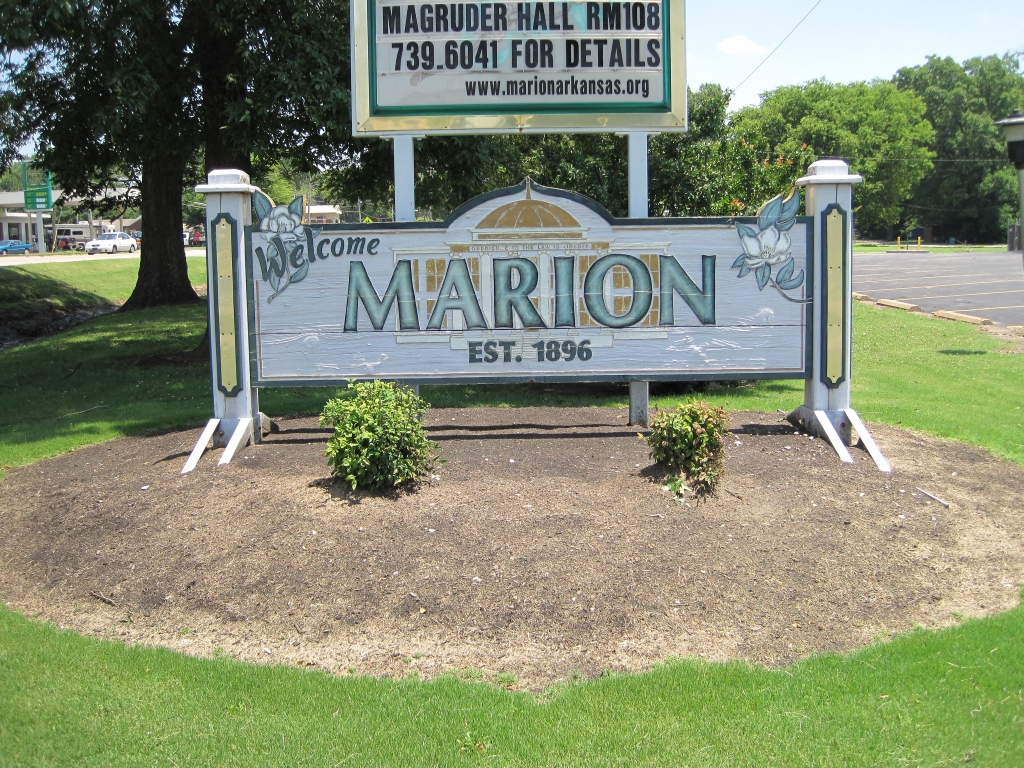
На в'їзді в місто

Згідно з переписом 2010 року, у місті мешкало 12 345 осіб у 4580 домогосподарствах у складі 3412 родин. Густота населення становила 233 особи/км².  Було 4879 помешкань (92/км²). 
Расовий склад населення:
| - 68,1 % — білих - 28,0 % — чорних або афроамериканців - 1,5 % — азіатів - 0,4 % — корінних американців |

До двох чи більше рас належало 1,4 %. Іспаномовні складали 2,0 % від усіх жителів.
За віковим діапазоном населення розподілялося таким чином: 29,6 % — особи молодші 18 років, 63,6 % — особи у віці 18—64 років, 6,8 % — особи у віці 65 років та старші. Медіана віку мешканця становила 33,2 року. На 100 осіб жіночої статі у місті припадало 92,0 чоловіків;  на 100 жінок у віці від 18 років та старших — 88,0 чоловіків також старших 18 років.
Середній дохід на одне домашнє господарство  становив 71 622 долари США (медіана — 61 669), а середній дохід на одну сім'ю — 78 149 доларів (медіана — 69 701). Медіана доходів становила 50 034 долари для чоловіків та 42 278 доларів для жінок. За межею бідності перебувало 10,9 % осіб, у тому числі 14,3 % дітей у віці до 18 років та 5,5 % осіб у віці 65 років та старших.
Цивільне працевлаштоване населення становило 6001 осіб. Основні галузі зайнятості: освіта, охорона здоров'я та соціальна допомога — 29,2 %, транспорт — 11,2 %, виробництво — 10,6 %, роздрібна торгівля — 10,1 %.

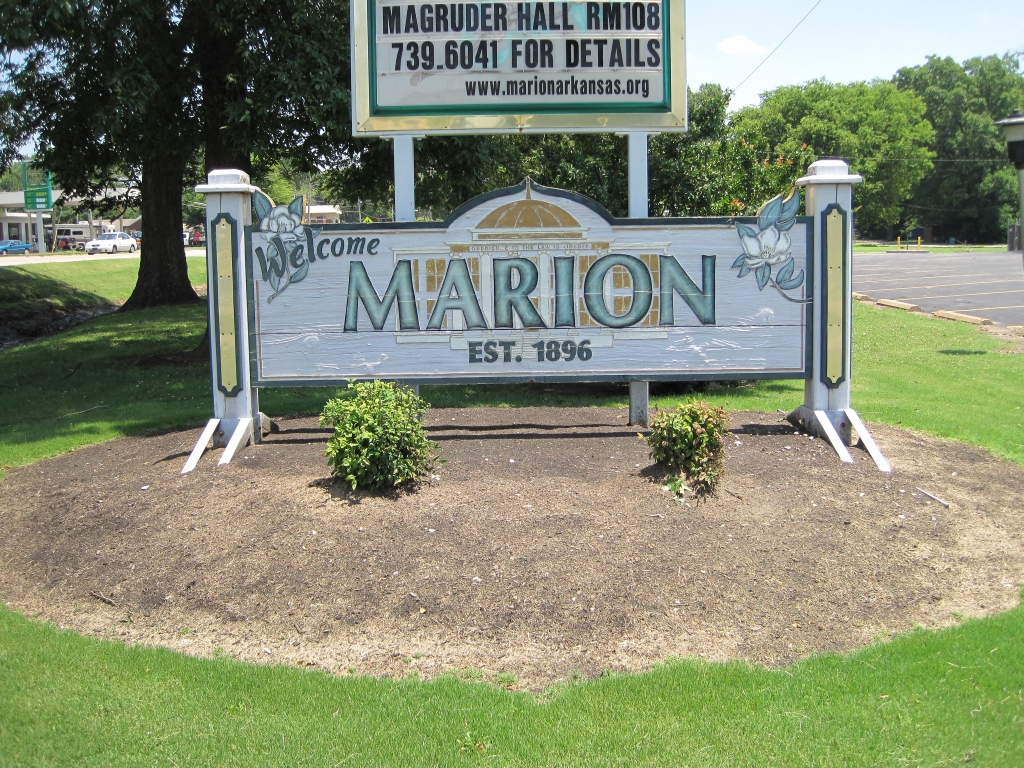
На в'їзді в місто

За даними перепису населення 2000 року в Маріоні проживала 8901 особа, 2508 сімей, налічувалося 3254 домашніх господарств і 3365 житлових будинків. Середня густота населення становила близько 255,8 осіб на один квадратний кілометр. Расовий склад Маріона за даними перепису розподілився таким чином: 83,96 % білих, 14,13 % — чорних або афроамериканців, 0,26 % — корінних американців, 0,60 % — азіатів, 0,56 % — представників змішаних рас, 0,49 % — інших народів. Іспаномовні склали 1,44 % від усіх жителів міста.
З 3254 домашніх господарств в 45,1 % — виховували дітей віком до 18 років, 60,3 % представляли собою подружні пари, які спільно проживали, в 13,0 % сімей жінки проживали без чоловіків, 22,9 % не мали сімей. 19,3 % від загального числа сімей на момент перепису жили самостійно, при цьому 3,1 % склали самотні літні люди у віці 65 років та старше. Середній розмір домашнього господарства склав 2,70 особи, а середній розмір родини — 3,11 особи.
Населення міста за віковим діапазоном за даними перепису 2000 року розподілилося таким чином: 30,1 % — жителі молодше 18 років, 9,1 % — між 18 і 24 роками, 36,4 % — від 25 до 44 років, 19,3 % — від 45 до 64 років і 5,2 % — у віці 65 років та старше. Середній вік мешканця склав 31 рік. На кожні 100 жінок в Маріоні припадало 96, 0 чоловіків, у віці від 18 років та старше — 91,4 чоловіків також старше 18 років.
Середній дохід на одне домашнє господарство в місті склав 44 084 долара США, а середній дохід на одну сім'ю — 50 853 долара. При цьому чоловіки мали середній дохід в 38 187 доларів США на рік проти 26 947 доларів середньорічного доходу у жінок. Дохід на душу населення в місті склав 19 074 долари на рік. 6,3 % від усього числа сімей в окрузі і 8,1 % від усієї чисельності населення перебувало на момент перепису населення за межею бідності, при цьому 8,1 % з них були молодші 18 років і 2,7 % — у віці 65 років та старше.